# シティバス (香港)
シティバス（中国語：城巴、英語：Citybus）は香港のバス会社である。路線バスが中心であるが、観光バスや賃切バスの業務も運営している。

## 概要
約1,700台のバスを持ち香港島を主に路線網を広げている。
香港国際空港と香港島及び九龍市街地を結ぶ空港連絡バス、「シティフライヤー（城巴機場快線）」を運行している。
2003年から新世界第一バスと姉妹会社の関係にあったが、2022年7月12日、香港行政会議は2023年7月に同社とシティバスを合併させる方針であることを発表した。その後、2023年6月30日をもって新世界第一バスは運行を終了、翌7月1日より両社の合併による新たな「シティバス」となった。

## 車両
全車両は冷房車、2階建てバスを中心にボルボ（旧レイランド）、MAN、スカニア、アレクサンダー・デニスなどのヨーロッパ製車両を導入している。

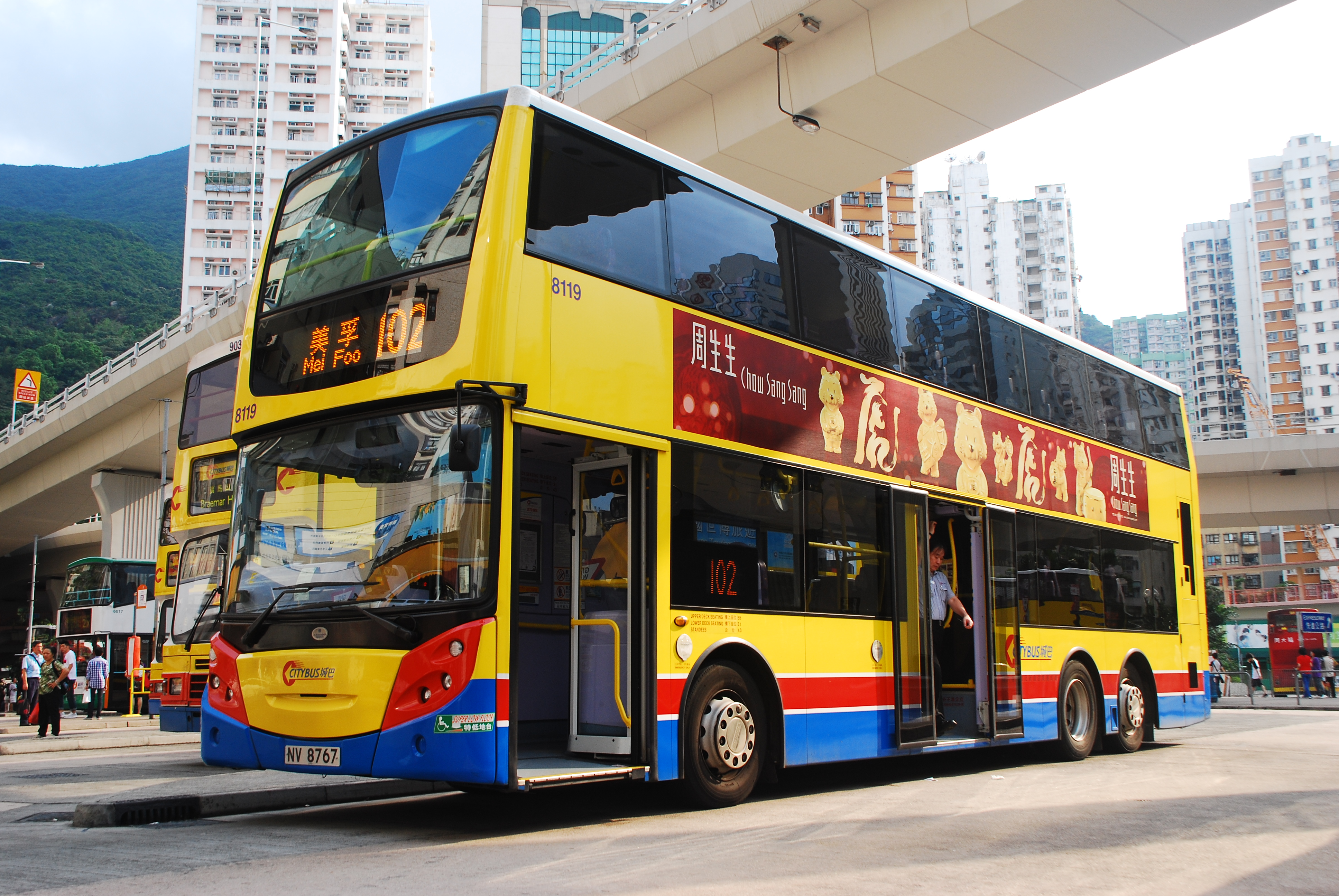
アレクサンダー・デニス・E500（長さ12m）
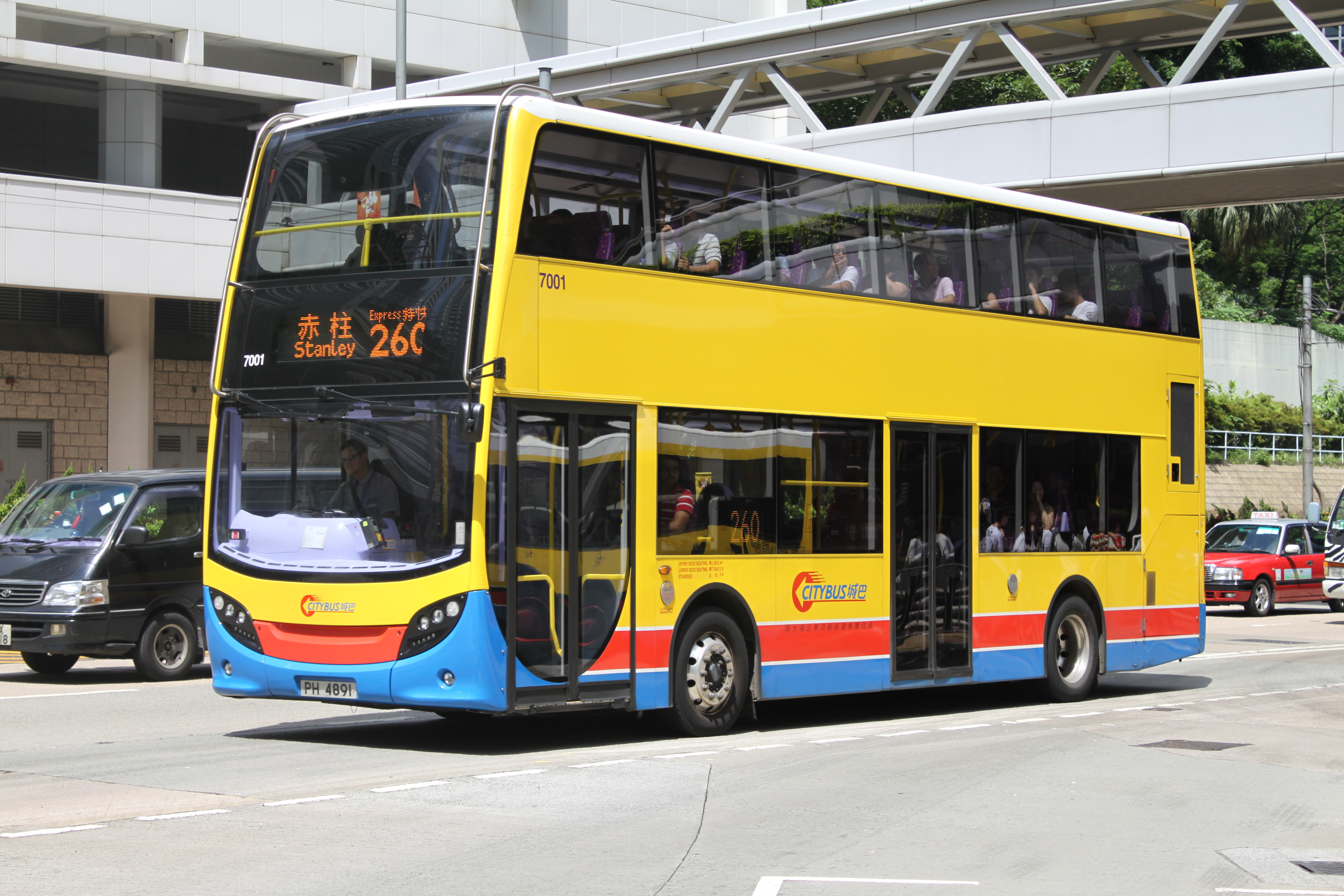
アレクサンダー・デニス・E400（長さ10.45m）
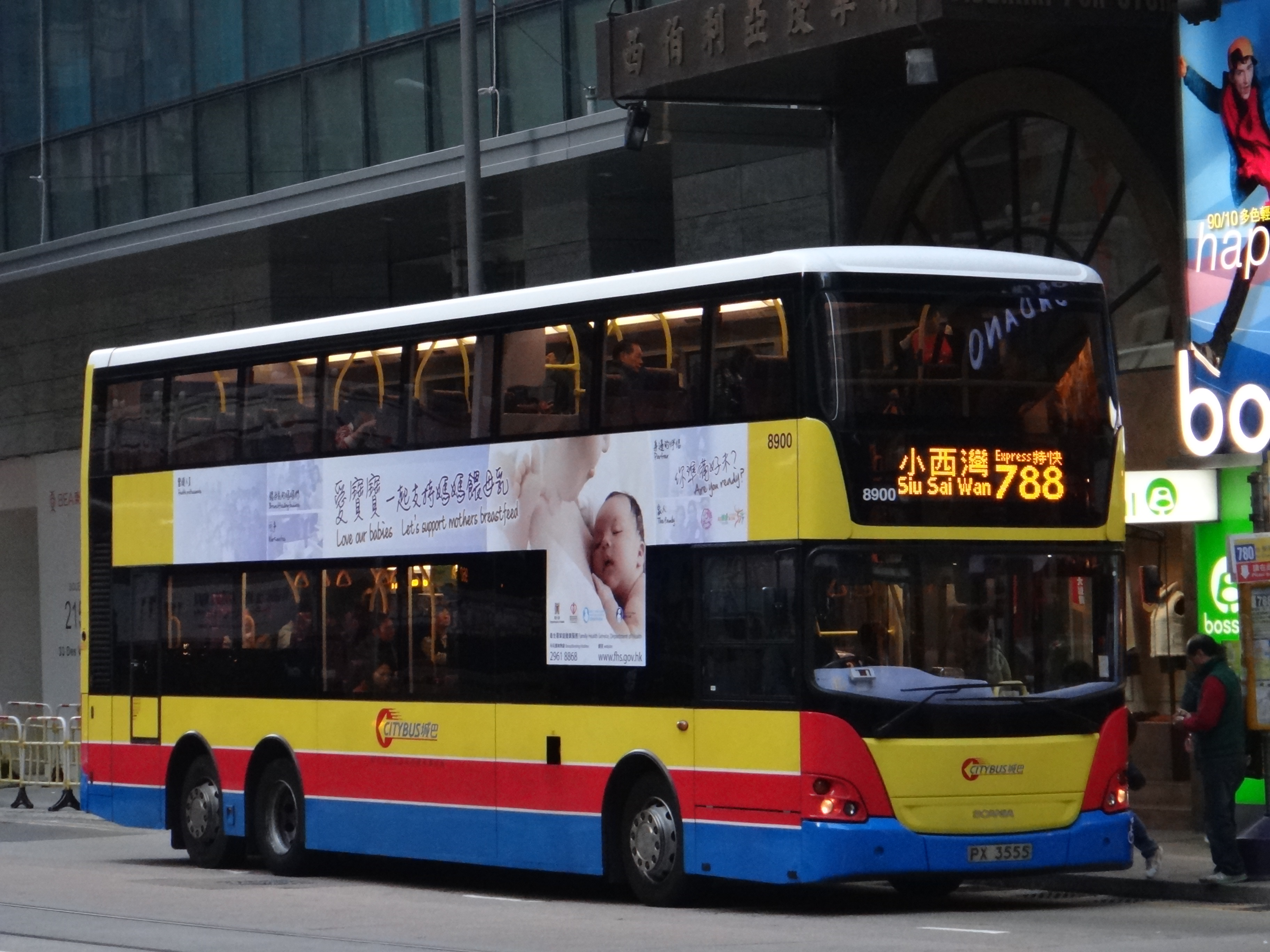
スカニア・K280UD（長さ12m）
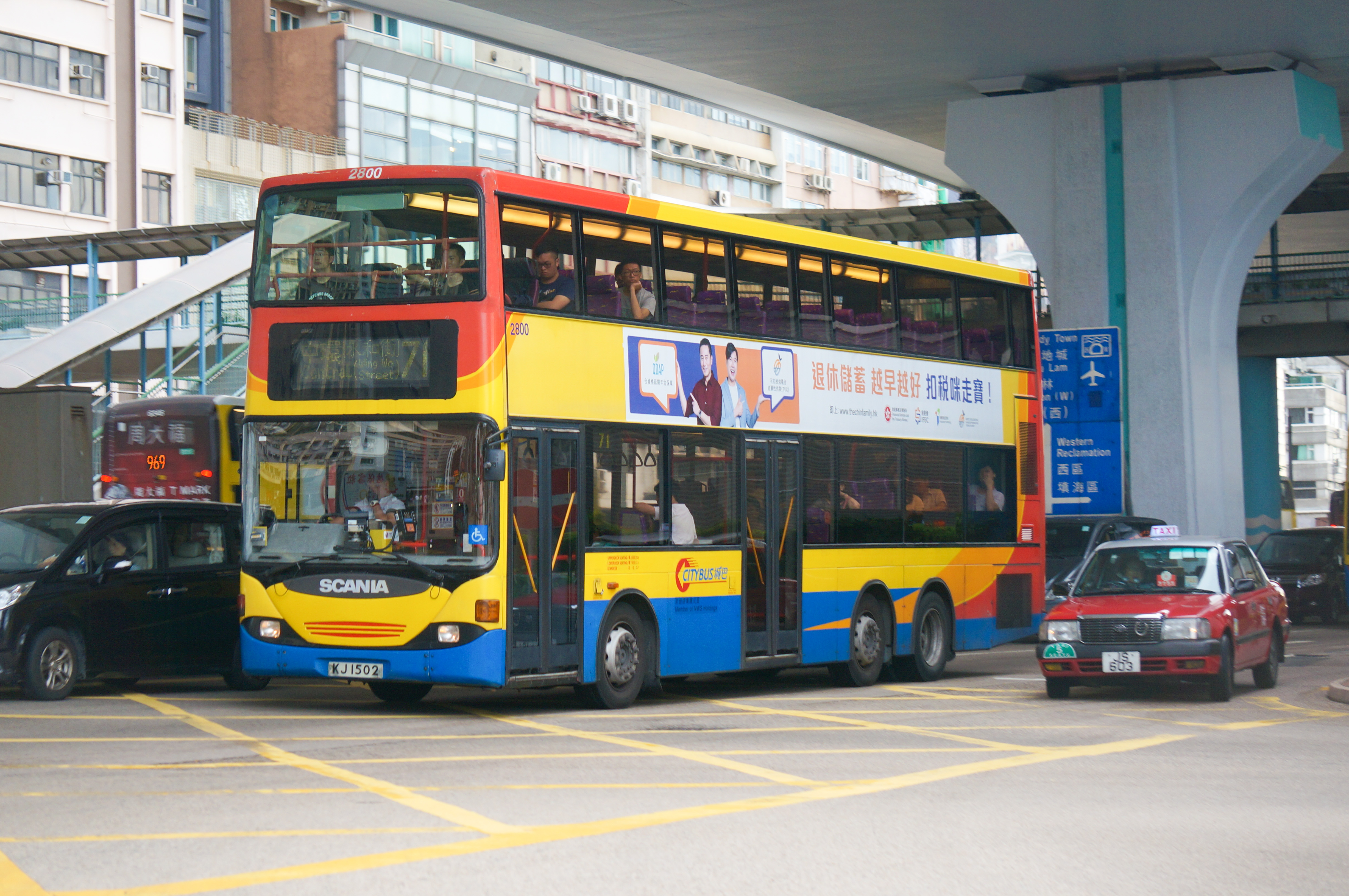
スカニア・K94UB（長さ12m）
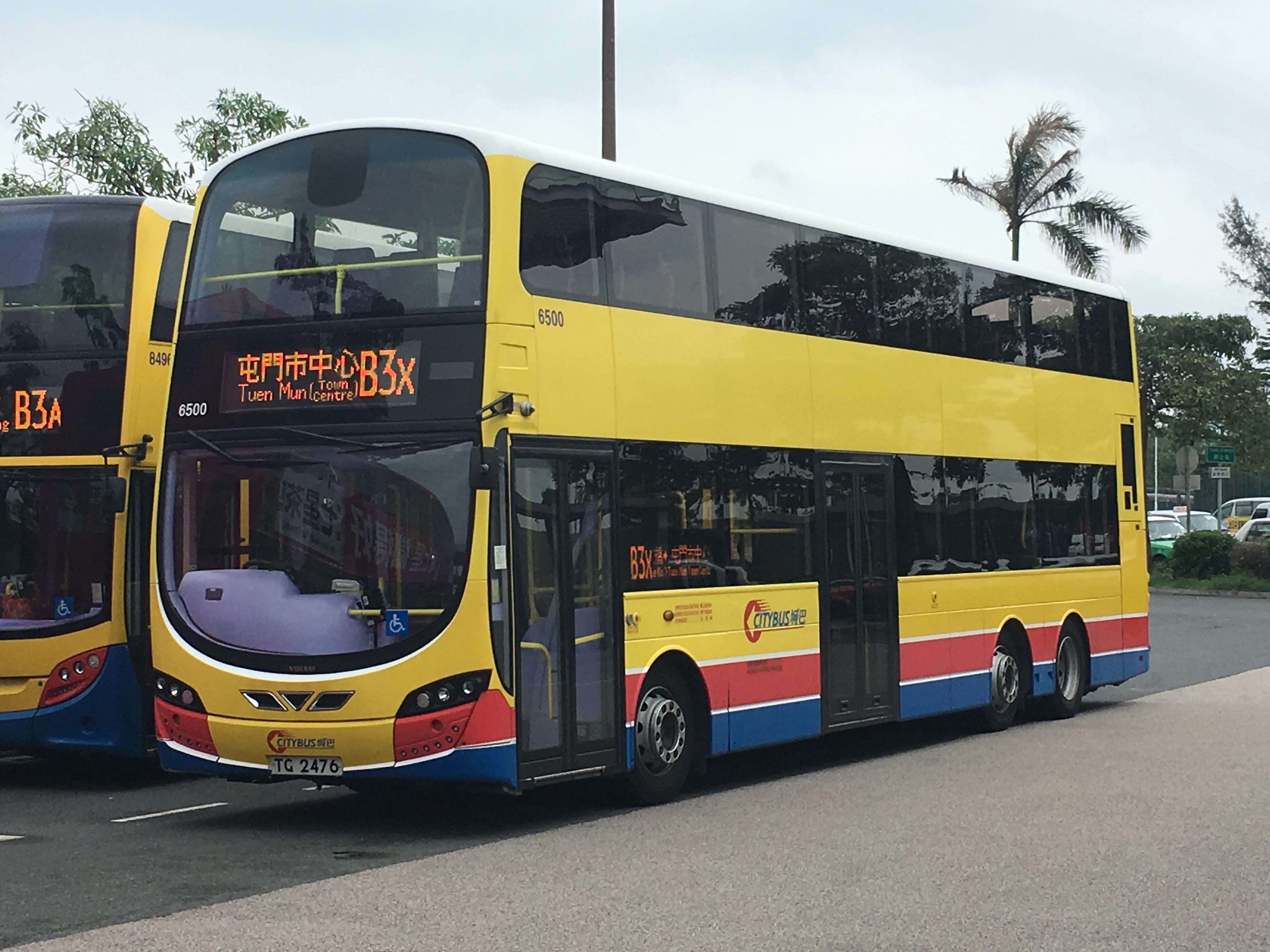
ボルボ・B9TL（長さ12.8m）